# آگاتا کولشا
آگاتا کولشا (لهستانی: Agata Kulesza-Figurska؛ زادهٔ ۲۷ سپتامبر ۱۹۷۱) بازیگر اهل لهستان است. 
از فیلم‌ها یا برنامه‌های تلویزیونی که وی در آن نقش داشته‌است، می‌توان به کارگزار من، تله، بدون پنهان‌کاری، یک‌راست به دل، این دختران من، آغاز بهار، جنگ‌های پنهان، محکوم، خون از خون، ۲۵ سال بی‌گناهی، یک خانواده لهستانی، فرابنفش، همبستگی، همبستگی...، پوزنان ۵۶، قانون حقیقی، رز، ایدا، عروسی و جنگ سرد اشاره کرد.